# Wólka Rokicka
Wólka Rokicka – wieś w Polsce położona w województwie lubelskim, w powiecie lubartowskim, w gminie Lubartów.
| SIMC    | Nazwa     | Rodzaj    |
| ------- | --------- | --------- |
| 1020476 | Kukuranty | część wsi |
| 0993892 | Majdanek  | część wsi |

W latach 1975–1998 miejscowość administracyjnie należała do ówczesnego województwa lubelskiego.
Wieś stanowi sołectwo gminy Lubartów. Według Narodowego Spisu Powszechnego (III 2011 r.) wieś liczyła 327 mieszkańców.
Wierni Kościoła rzymskokatolickiego należą do parafii Miłosierdzia Bożego w Łucce.